# استیون پاسکول
استیون پاسکول (انگلیسی: Steven Pasquale؛ زادهٔ ۱۸ نوامبر ۱۹۷۹) بازیگر اهل ایالات متحده آمریکا است. وی از سال ۲۰۰۱ میلادی تاکنون مشغول فعالیت بوده‌است.
از فیلم‌ها یا برنامه‌های تلویزیونی که وی در آن نقش داشته‌است، می‌توان به خط خون، بیگانه علیه غارتگر ۲ و از آسیب رساندن بپرهیز اشاره کرد.